# Repicatalons pitnegre
Calcarius ornatus és una espècie d'ocell de la família dels calcàrids (Calcariidae) que cria a les grans praderies des del sud d'Alberta i sud-oest de Manitoba cap al sud fins al nord-est de Colorado, oest de Kansas, nord de Nebraska i oest de Minnesota. Passa l'hivern cap al sud, al sud dels Estats Units i nord de Mèxic.